# Sophie von Brandenburg-Ansbach-Kulmbach
Sophie von Brandenburg-Ansbach (* 10. März 1485 in Ansbach; † 24. Mai 1537 in Liegnitz) war eine Prinzessin von Brandenburg-Ansbach und wurde durch Heirat Herzogin von Liegnitz.

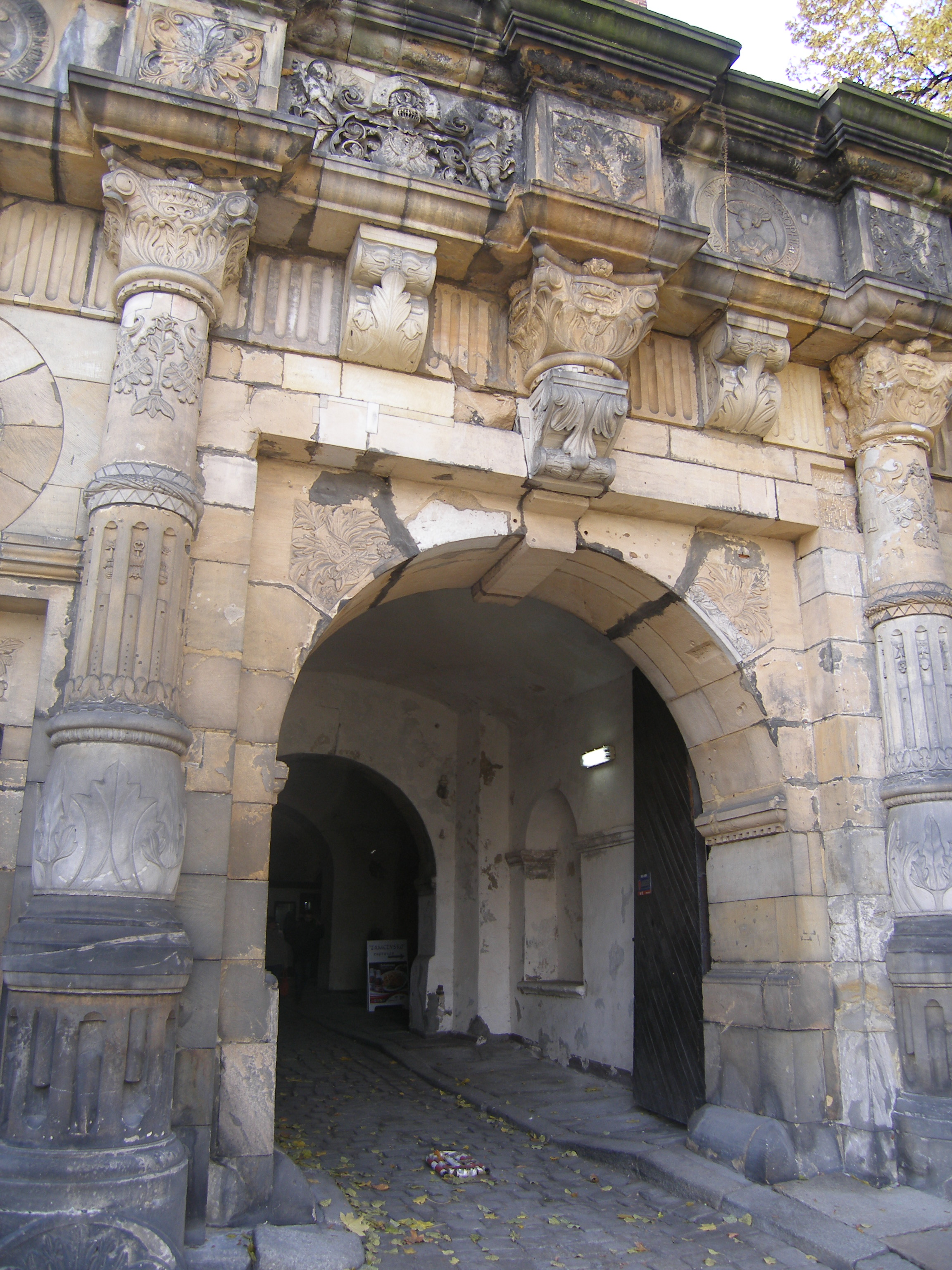
Das Renaissanceportal des Piastenschlosses in Liegnitz mit den Brustbildern Herzog Friedrichs und seiner Gemahlin Sophie

## Leben
Sophie war eine Tochter des Markgrafen Friedrich des Älteren von Brandenburg-Ansbach und Bayreuth (1460–1536) aus dessen Ehe mit Sophia von Polen (1464–1512), Tochter des Königs Kasimir IV. von Polen.
Sie heiratete am 24. November 1518 den schlesischen Herzog Friedrich II. von Liegnitz (1480–1547). Dieser ließ Anfang des 16. Jahrhunderts das Piastenschloss in Liegnitz erbauen; das Renaissanceportal am Haupteingang zieren Brustbilder von Sophie und Friedrich. Das Paar ist ebenfalls in einem Fenster der evangelischen Liebfrauenkirche zu Liegnitz dargestellt. Es ist ein Glasgemälde von den Brüdern Rudolf (1874 – 1916) und Otto (1876 – 1971) Linnemann, Frankfurt/M. aus dem Jahr 1905.
Sophie ist nicht zu verwechseln mit ihrer gleichnamigen Nichte (1535–1587), die ebenfalls Herzogin von Liegnitz war.

## Nachkommen
Aus ihrer Ehe hatte Sophie folgende Kinder:

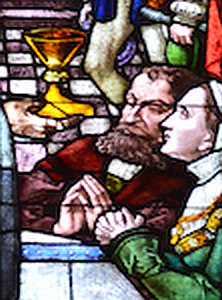
Im Glasfenster der evangelischen Liebfrauenkirche in Liegnitz in Schlesien, heute Legnica in Polen, aus dem Jahr 1905, erstellt durch die Brüder Rudolf und Otto Linnemann, Frankfurt/M., sehen wir ein Fürstenpaar vor dem Altar, das das Sakrament der Heiligen Kommunion empfängt. Es sind Herzog Friedrich II. und seine Gemahlin Sophie von Brandenburg-Ansbach.

- Im Glasfenster der evangelischen Liebfrauenkirche in Liegnitz in Schlesien, heute Legnica in Polen, aus dem Jahr 1905, erstellt durch die Brüder Rudolf und Otto Linnemann, Frankfurt/M., sehen wir ein Fürstenpaar vor dem Altar, das das Sakrament der Heiligen Kommunion empfängt. Es sind Herzog Friedrich II. und seine Gemahlin Sophie von Brandenburg-Ansbach.Friedrich III. (1520–1570), Herzog von Liegnitz

⚭ 1538 Prinzessin Katharina von Mecklenburg (1518–1581)
- Georg II. (1523–1586), Herzog von Brieg

⚭ 1545 Prinzessin Barbara von Brandenburg (1527–1595)
- Sophie (1525–1546)

⚭ 1545 Kurfürst Johann Georg von Brandenburg (1525–1598)